# Bergsee (Mecklenburg)
Der Bergsee ist ein nördlich der Großen Seen der Mecklenburgischen Seenplatte liegender See im Landkreis Mecklenburgische Seenplatte, Mecklenburg-Vorpommern. Er befindet sich südwestlich von Alt Gaarz, einem Ortsteil der Gemeinde Jabel. Der See hat eine ungefähre Länge von 1.730 Metern und eine ungefähre Breite von 400 Metern. Er ist eingebettet in die Endmoränenlandschaft der Mecklenburgischen Schweiz und gehört zur Loppiner-Klocksiner Seenkette, die sich zwischen den größeren Seen Malchiner See und Fleesensee/Kölpinsee in einer eiszeitlichen Schmelzwasserrinne erstreckt. Beim Dorf Alt Gaarz trennt den See nur eine schmale Landbrücke vom Hofsee. Der See liegt im Naturschutzgebiet Seen- und Bruchlandschaft südlich Alt Gaarz am Rand des Naturparks Nossentiner/Schwinzer Heide. Das Ufer ist durchgängig bewaldet.